# 7

## Hlava státu
- Římská říše – Augustus (27 př. n. l. – 14)
- Parthská říše – Oródés III.? (4–6/7) » Vonónés I.? (7/8–10/11)
- Kušánská říše – Heraios (1–30)
- Čína, dynastie Chan (206 př. n. l. – 220 n. l.) – Žu-c´-jing (6–8)
- Markomani – Marobud (?–37)